# I Stand

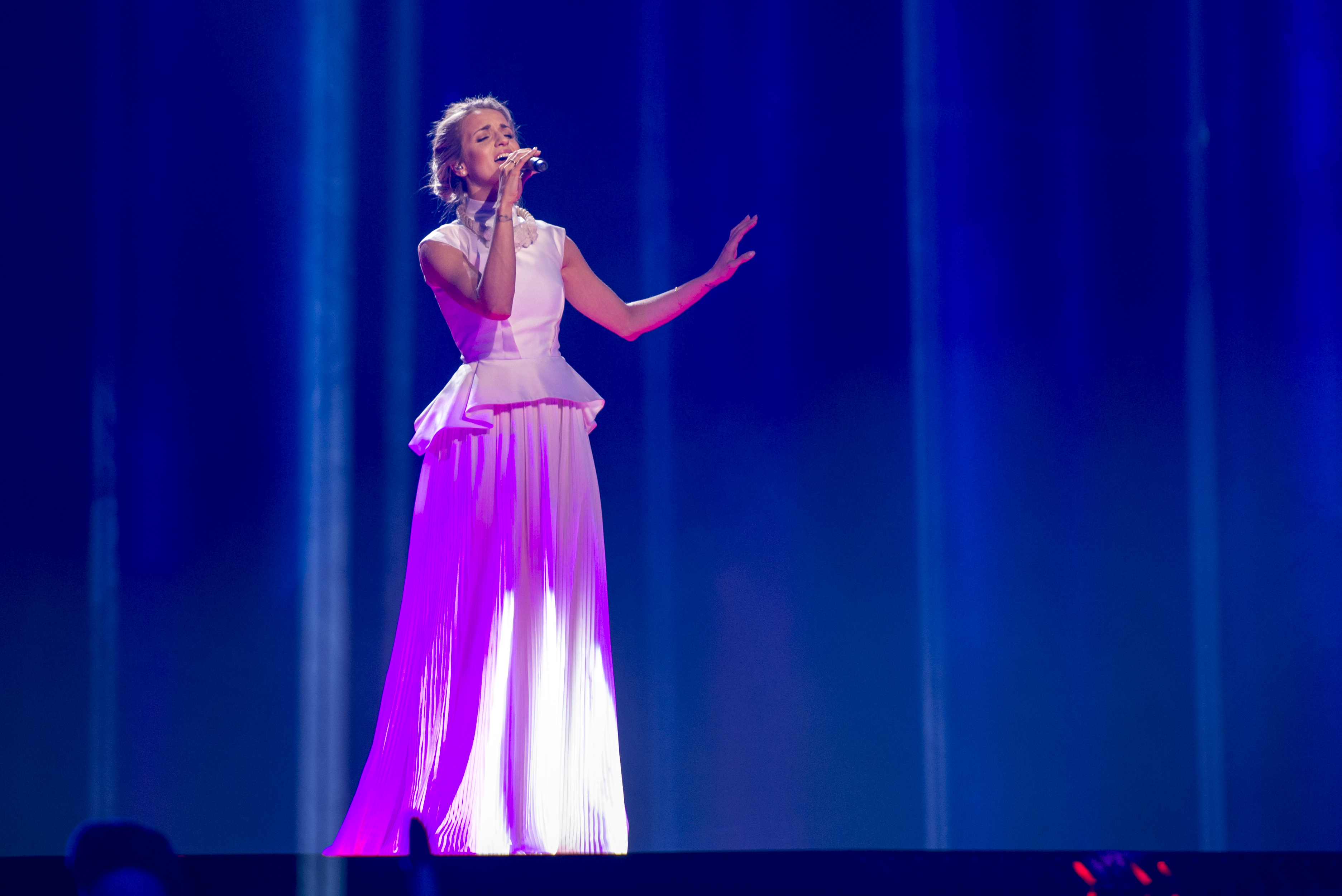

I Stand (с англ. — «Я стою») — песня чешской певицы Габриэлы Гунчиковой, с которой она представляла Чехию на конкурсе Евровидение 2016, проведенном в Стокгольме, Швеция.
Музыкальное видео на песню было выпущено 11 марта 2016. О выборе песни для участия в конкурсе было объявлено 10 марта.

## Композиции
| №  | Название                 | Длительность |
| -- | ------------------------ | ------------ |
| 1. | «I Stand»                | 3:00         |
| 2. | «I Stand (Instrumental)» | 3:00         |